# Акатов, Альберт Васильевич
Альбе́рт Васи́льевич Ака́тов (15 мая 1930, Ачинск, Красноярский край — 3 декабря 2016, Рига) — советский офицер-подводник, контр-адмирал, начальник Каспийского высшего военно-морского училища им. С. М. Кирова (1985—1987).
Альберт Васильевич прошёл длительную службу в Военно-Морском Флоте. Рижский нахимовец 1949 года выпуска, курсант-первобалт первого выпуска дипломированных офицеров-подводников 1953 года, командир подводных лодок, командир 211 бригады ПЛ 4 эскадры Северного флота, помощник командующего Северного флота, начальник Каспийского ВВМКУ им. С. М. Кирова. 32 года отдал Военно-Морскому Флоту СССР, из них — 25 лет служил в северных и южных морях на подводных лодках.

## Биография

### Ранние годы
А. В. Акатов родился в городе Ачинске Красноярского края в 1930 году, куда его родители были отправлены для работы в области просвещения. В 1941 году семья переехала в Ригу. 27 июня 1941 года на одном из последних военных эшелонов они пересекли границу и прибыли в город Иваново. Отец Альберта Васильевича ушёл на фронт и погиб в 1942 году под Смоленском. Акатов взял на себя ответственность за бабушку, мать и двух своих малолетних сестер. Он поступил в кавалерийское училище, окончил его с отличием и стал младшим инструктором по подготовке призывников в кавалерию для отправки на фронт. После освобождения Риги в октябре 1944 года семья вернулась в город, так как мать работала в Министерстве образования Латвии.

### Военное образование
Акатов после окончания семи классов школы был принят в Рижское Нахимовское военно-морское училище. В училище начал заниматься классической борьбой, в 1948 году завоевал звание чемпиона Латвийской ССР. Являлся старшиной роты.

Собранный, неразговорчивый, требовательный, не терпящий панибратства, ко всем одинаково строгий, но справедливый, дисциплинированный и до мелочей исполнительный, спортсмен — борец, лучший по строевой подготовке в роте, — таков был уважаемый всеми наш Алик.
— Из воспоминаний выпускника Рижского Нахимовского училища А. С. Сочихина
После окончания училища в 1949 году поступил на минно-торпедный подводный факультет 1-го Балтийского высшего военно-морского училища в Ленинграде. Окончил училище в 1953 году с присвоением квалификации торпедист-подводник. Выпуск 1953 года был первым в истории ВМФ выпуском офицеров — профессиональных подводников с высшим образованием.

### Военная карьера
После завершения обучения А. В. Акатов стал командиром боевого минно-торпедного отделения (БЧ-3) на ПЛ С-141 (проект 613) 96-й бригады 33-й Краснознамённой ордена Ушакова 1 степени дивизии подводных лодок Северного флота. В 1954 году в должности помощника командира ПЛ участвовал в 14-дневном переходе с выполнением замеров гравитационной постоянной магнитного поля Земли. ПЛ обошла архипелаг Новая Земля вдоль западного его берега, обогнула мыс Желания и прошла через Карское море, а далее через пролив Карские ворота вернулась в базу.
В 1956 году Акатов окончил курсы командирской подготовки в Ленинграде и был назначен старшим помощником командира подводной лодки С-155. В 1958 году участвовал в масштабном общефлотском учении на акватории Баренцева, Норвежского и Гренландского морей. В 1959 году назначен командиром ПЛ С-155, а затем ПЛ С-192 на базе Урица. В 1962 году в период Карибского кризиса ПЛ С-192 под командованием А. В. Акатова по боевой тревоге была направлена в заданный район, заняла боевую позицию по плану активных боевых действий в случае войны и была в полной готовности к применению оружия.
В 1964 году выполнял задачи боевой службы в Норвежском море. Затем стал командиром дизель-электрической подводной лодки Б-25 (проект 641) и выполнял боевые задачи в Атлантике и Средиземном море с целью разведки и сопровождения боевых кораблей 6-го Флота ВМС США. Неоднократно заходил в порты Алжир, Аннаба, Тунис, Александрия, Латакия и другие.
Во время одного из переходов у одного из моряков случился острый приступ аппендицита. Так как море было штормовое, командир Акатов отдал приказ о погружении подводной лодки и операция была успешно проведена в подводном положении.
В январе 1968 года выступил с докладом на общефлотском собрании командиров кораблей под руководством Главнокомандующего ВМФ. Во время совещания А. В. Акатову был вручен орден Боевого Красного знамени «за качественное выполнение задач боевой службы, боевой подготовки и испытание новой техники».
В 1968 году поступил в Военно-морскую академию, окончил её с отличием в 1971 году и был назначен начальником штаба 42-й бригады 9-й эскадры подводных лодок проекта 613 на базе Северного флота Лиинахамари. Штаб бригады внес значительный вклад в успешное выполнение всех задач боевой службы, боевой и политической подготовки, а также строительных работ служебных и жилищных помещений базы. В 1971 году А. В. Акатов дважды участвовал в качестве старшего на борту ПЛ С-281 и ПЛ С-192 в 30-суточном и 45-суточном походах по выполнению задач боевой службы.
Следующие семь лет служил командиром 211 бригады ПЛ проекта 641 4-й эскадры ПЛ Северного флота и командиром оперативной части в Средиземном море. Руководил выходом всего состава бригады в количестве 10 подводных лодок на боевую службу. В общей сложности провел более трех лет на боевой службе в Средиземном море.
В 1972 и 1974 годах был начальником советской военно-морской базы в Александрии.
В 1977 году В. В. Акатову было присвоено звание контр-адмирала. В 1978 году он назначен помощником командующего Северным флотом и начальником гарнизона города Североморска. Помимо прямых обязанностей исполнял функции командира сил высадки. Руководил четырьмя крупными высадками десанта. Командующий Северным флотом адмирал А. П. Михайловский в своих воспоминаниях «Океанский паритет» дал высокую оценку Альберту Васильевичу Акатову, который 25 лет прослужил на подводных лодках.

…если бы меня спросили, какой службой я был более всего удовлетворён, я ответил бы однозначно: — командованием подводной лодкой и соединением в Средиземном море. И если бы мне пришлось повторить свой жизненный путь, не задумываясь, сделал бы это.
— Альберт Акатов. Судьба офицера-подводника.
С ноября 1985 года по июль 1987 года руководил Каспийским высшим военно-морским училищем в Баку. Ушел в отставку по состоянию здоровья после операции на голосовых связках.

### В отставке
После увольнения в запас и до самой смерти жил в Риге. В 2002 году в Санкт-Петербурге была создана Международная ассоциация региональных организаций ветеранов подводного флота. А. В. Акатов представлял в ней общество ветеранов подводных лодок Латвии и был членом совета.
Умер 3 декабря 2016 года.

## Семья
- Жена — Галина Яновна Акатова[1].
- Сын — Андрей Альбертович Акатов, капитан 1 ранга[3].
- Дочь — Марина Альбертовна Книпст. Зять — Александр Книпст, капитан 1 ранга[1].

## Награды
- Орден Красного Знамени (1968),
- Орден «За службу Родине в Вооружённых Силах СССР» 3-й степени (1975),
- Орден Красной Звезды (1980),
- медали СССР,
- кортик с рубиновой звездой и дарственной надписью от Главкома ВМФ С. Г. Горшкова (1985)[1]

## Память
В городском историко-краеведческом музее г. Полярный находится композиция, посвящённая Альберту Васильевичу Акатову.